# Михальчук Вадим Володимирович
Михальчук Вадим Володимирович ― український художник, профессор кафедри мистецтвознавчої експертизи Національної академії керівних кадрів культури і мистецтв, доцента кафедри мистецтвознавства та експертизи,почесний професор Шеньдженського технологічного університету.[джерело?]

## Біографія
Місце роботи: Національна академія керівних кадрів культури і мистецтв − професор кафедри мистецтвознавчої експертизи;  Національна спілка художників України, член бюро секції живопису КОНСХУ.
·      Народився 1971 року в м. Києві в родині військовослужбовця.
·      1982–1986 – навчання в Київській дитячій художній школі № 3.
·      1995–2000 – Національна академія образотворчого мистецтва і архітектури,
·      мистецтвознавець.
·      1999–2002 – Національна академія керівних кадрів культури і мистецтв, менеджмент
·      організацій.
·      2013 – Національна академія керівних кадрів культури і мистецтв, кандидат мистецтвознавства.
·      2015 – учене звання доцента кафедри мистецтвознавства та експертизи.
·      2016 – почесне звання «Заслужений художник України».
·      2016 – Срібна медаль Національної академії мистецтв України.
·      2017 – почесний професор Шеньдженського технологічного університету (Guest Professor of  
Shenzhen Technology University), КНР.
·      2018 – орден Святого Миколи Чудотворця за заслуги у відродженні духовності в Україні.
·      2019 – повний кавалер ордена Святого Рівноапостольного князя Володимира Великого за заслуги у відродженні духовності в Україні.
·      З 2016 по сьогодні – професор кафедри мистецтвознавчої експертизи Національної академії керівних кадрів культури і мистецтв.

## Участь у виставках
·      Всеукраїнська художня виставка, присвячена 65-річчю Харківської організації Національної спілки художників України, м. Харків, 2003 р.
·      Всеукраїнська художня виставка «Осінь-2004», м. Київ, 2004 р.
·      Всеукраїнська художня виставка «Мій рідний Харків», м. Харків, 2004 р.
·      Всеукраїнська художня виставка «Мальовнича Україна», м. Кіровоград, 2005 р.
·      Всеукраїнська художня виставка «День художника», м. Київ, 2005 р.
·      Всеукраїнська різдвяна художня виставка, м. Харків, 2005–2006 рр.
·      Всеукраїнська художня виставка «Сучасний український краєвид», м. Полтава, 2006 р.
·      Всеукраїнська художня виставка «Мальовнича Україна», м. Одеса, 2006 р.
·      Всеукраїнська художня виставка «Моя Україна», м. Київ, 2006 р.
·      Всеукраїнська художня виставка «День художника», м. Київ, 2006 р.
·      Всеукраїнська різдвяна художня виставка, м. Харків, 2006–2007 рр.
·      Всеукраїнська художня виставка «Різдво-2008», м. Київ, 2007–2008 рр.
·      Всеукраїнська художня виставка «Позитивні позиції Петра Бойка», Український фонд культури, м. Київ, 9–19 лютого 2011 р. (куратор проекту)
·      Мистецький проект «Арт-Експо Юкрейн», м. Київ, Український дім, 7–17 березня 2011 р.
·      Всеукраїнська художня виставка «20 років Незалежності», м. Київ, 2011 р.
·      Всеукраїнська художня виставка «День художника», м. Київ, 2011 р.
·      Виставка «Делириум Пети Бойко», м. Одеса, Літературний музей, 12–25 квітня 2012 р. (куратор
·      заходу, видання каталогу до виставки, участь у телепрограмах «Ранковий гість» та «Ута ньюс»)
·      Ювілейна художня виставка «25 років Українському фонду культури», м. Київ, 11–21 квітня 2012 р.
·      Персональна виставка живопису «Метафізика часу», Золота зала Українського фонду культури, м. Київ, 20–29 вересня 2013 р.
·      Всеукраїнська художня виставка, присвячена 85-річчю із дня народження Чингіза Айтматова, м. Київ, 2013 р.
·      Ювілейна художня виставка до 45-річчя Київської організації Національної спілки художників України «Мистецтво в просторі і часі», м. Київ,      
25 квітня – 11 травня 2014 р., Центральний будинок художника
·      Персональна виставка живопису «Веселі картинки. Вадим Михальчук», Золота зала Українського фонду культури,
м. Київ, 2–19 квітня 2015 р.
·      Всеукраїнська художня виставка «Мальовнича Україна», м. Чернігів, 2015 р.
·      Аукціон «Епоха» №27, лот №142, «Букет для вчительки математики» (каталог), м. Київ, 2016 р.
·      Всеукраїнська виставка-конкурс образотворчого та декоративно-прикладного мистецтва 
Міжнародного фонду Національної академії мистецтв України, м. Київ, 2016 р.
·      Перший міжнародний китайсько-український форум мистців (буклет), м. Харбін, Китайська Народна
·      Республіка, 20–27 грудня 2016 р.
·      Аукціон «Епоха» №28, лоти №125, 126 «Вероніка. Кавун і шампанське», «Чорна кава» (каталог), м. Київ, 2016 р.
·      Аукціон «Золотий перетин» №33, лот №7 «Рожеві берези» (каталог), м. Київ, 2017 р.
·      Всеукраїнська виставка «Абстрактний живопис України», м. Київ, 2017 р.
·      Виставка українського живопису «Зустріч», м. Далянь (Порт-Артур), Китайська Народна Республіка, 2017 р.
·      Виставка українських і китайських художників (каталог), м. Харбін, Китайська Народна Республіка, 2017 р.
·      Благодійний аукціон у Музеї історії Києва «Подаруй дитині казку» (каталог), лоти №57, 56 «Світське
·      життя», м. Київ, 2017 р.
·      Аукціон «Епоха» №30, лот №149 «Червона сукня» (каталог), м. Київ, 2017 р.
·      Церемонія нагородження Всеукраїнської премії «Кращий GR-спеціаліст року» (буклет), м. Київ, Fairmont Grand Hotel Kyiv, 2018 р.
·      Аукціон «Епоха» №31, лот №122 «Андріївський узвіз» (каталог), м. Київ, 2018 р.
·      Аукціон «Золотий перетин» №40, Underground Contemporary, лот №52 «Київ. Андріївська церква» (каталог), м. Київ, 2018 р.
·      Персональна виставка живопису «Минуле і майбутнє», м. Київ, Національна академія керівних кадрів культури і мистецтв,
1-25 грудня 2018 р.
·      Виставка живопису «Храми України», Київська православна богословська академія, м. Київ, 2019 р.
·      Аукціон «Дукат» у межах благодійної вечері на підтримку програми Червоного Хреста в Україні (каталог), лот №22 «Літній день»,
м. Київ, 2019 р.
·      Персональна виставка живопису «Філософія чистого кольору», м. Київ, Центральний будинок художника, НСХУ, 26 травня-6 червня 2020 р.
·       Виставка живопису «Особливе мистецтво», Інститут проблем сучасного мистецтва, куратор Віктор Карпов, м. Київ, 2020 р.

·       The Beverly Hills Art Show Painting. October 2020. 
Los Angeles, Beverly Hills, CA 90210
·       Персональна виставка живопису «Чарівна країна», Національний музей українського народного декоративного мистецтва, 
м.Київ, 4-14 березня 2021 р.
·       The Beverly Hills Art Show Painting. October 2021. 
        Los Angeles, Beverly Hills, CA 90210
·      Всеукраїнська виставка до Дня художника «Україна і Світ очима художників». Київ, Центральний будинок художника, жовтень 2022р.
·      Виставка «Мамай душа правдива». Національний музей українського народного декоративного мистецтва, Київ, жовтень 2022 р.
·      Національна премія «Скарб Нації», урочиста церемонія нагородження. Національний заповідник «Софія Київська», жовтень 2022 р.
·      Всеукраїнський культурно-мистецький проєкт " VIII Трієнале "Живопису-2023", 9 червня – 2 липня, Київ, Центральний будинок художника. В. Михальчук. «Верховна Рада України». 2023. 100х150 см, полотно, акрил.
·      Аукціон «Дукат» МАЮ ЧЕСТЬ! - БЛАГОДІЙНИЙ АУКЦІОН НА ПІДТРИМКУ 23 ОКРЕМОГО СТРІЛЕЦЬКОГО БАТАЛЬЙОНУ ЗСУ, лот №86 «ВЕЧІРНІЙ КИЇВ. 2023», м. Київ, 2023 р.

## Біліографічний покажчик
2023
·       Зеленська Л. М., Михальчук В. М. «ОХОРОНА КУЛЬТУРНОЇ СПАДЩИНИ В УМОВАХ ПОВНОМАСШТАБНОЇ ВІЙСЬКОВОЇ АГРЕСІЇ: УКРАЇНСЬКИЙ ВИМІР.»  м. Рига, Латвія, 2023. С. 23–26. International scientific conference «Development of culture and art in the war and post-war periods» : conference proceedings (Wloclawek, the Republic of Poland). 
September 6–7, 2023 
·       Зеленська Л. М., Михальчук В. М. «Популяризація національного мистецтва в просторі художніх галерей: виклики та можливості в реаліях глобальних криз та війни». IV Всеукраїнська науково-практична конференція «Культурні та мистецькі студії XXI століття: науково-практичне партнерство», м. Київ, 9 листопада 2023 р., НАЦІОНАЛЬНА АКАДЕМІЯ КЕРІВНИХ КАДРІВ КУЛЬТУРИ І МИСТЕЦТВ.
2022
·       Михальчук В. МОТИВ ВІЙНИ В ГРАФІЧНОМУ ДОРОБКУ ОЛЕНИ КУЛЬЧИЦЬКОЇ.  АРТ-платФОРМА. 2022. Вип. 2(6)
Київ, Том 6 № 2 (2022). С. 168–200.
2021
·       Михальчук В. «ПЕРЕХРЕСТЯ ЕПОХ» У ТВОРЧОСТІ СКУЛЬПТОРА ВАСИЛЯ КОРЧОВОГО.  УКРАЇНСЬКИЙ МИСТЕЦТВОЗНАВЧИЙ ДИСКУРС . 
Київ, Випуск 2. 2021. С. 43–50.
·      Julia Romanenkova, Anna Paliychuk, Vadym Mykhalchuk,  Kiev ex-libris school as a xylography traditions keeper in printmaking of modern Ukraine. С. 39-45. JOURNAL OF  GRAPHIC ENGINEERING AND DESIGN, September 2021. The  journal is abstracted/indexed in the Scopus and Directory of Open Access Journals.
·       Михальчук В. «LVOV EX-LIBRIS SCHOOL AS THE TRADITIONS KEEPER OF THE INTAGLIO PRINTING TECHNIQUES IN THE UKRAINIAN GRAPHIC ARTS AT THE TURN OF THE XXTH AND XXITH CENTURIES. REVISTA INCLUSIONES ISSN 0719-4706 VOLUMEN 8 – NÚMERO ESPECIAL – ABRIL/JUNIO 2021. С. 321-331.   
·       Михальчук В. «Освітня програма «Образотворче мистецтво, декоративне мистецтво, реставрація», дисципліна «Аукціонна діяльність». Національна академія керівних кадрів культури і мистецтв.
·       Михальчук В. «Освітня програма «Образотворче мистецтво, декоративне мистецтво, реставрація», дисципліна «Галерейна справа». Національна академія керівних кадрів культури і мистецтв.
·       Михальчук В. «КИЇВСЬКІ ВИСТАВКИ ПОЧАТКУ 1990-Х РОКІВ ЯК ПОЧАТОК
ВІДРОДЖЕННЯ УКРАЇНСЬКОГО КНИЖКОВОГО ЗНАКУ». СУЧАСНІ ВИКЛИКИ І АКТУАЛЬНІ ПРОБЛЕМИ НАУКИ, ОСВІТИ ТА ВИРОБНИЦТВА: МІЖГАЛУЗЕВІ ДИСПУТИ. Матеріали XVIII Міжнародної науково-практичної інтернет-конференції (м. Київ, 1 липня 2021 року).
·       Михальчук В. В. «КОМПЛИМЕНТ ОТ МАСТЕРА: ПОРТРЕТНАЯ ЖИВОПИСЬ ОЛЬГИ КАРПЕНКО». C. 261 – 267. Proceedings of XI International Scientific and Practical Conference Kyoto, Japan 21-23 July 2021

2020
·       Михальчук В. «Черный календарь» украинского живописца Ивана Марчука и «черная полоса» украинской культуры. Scientific achievements of modern society : тези доповідей V Міжнар. наук.-практ. конф. (м. Ліверпуль, 8–10 січня 2020 р.). Ліверпуль, 2020. С. 703–711.
·       Михальчук В. «Крестовый поход» Олега Денисенко: индивидуальный стиль львовского мастера в контексте современного украинского искусства. Scientific Light 38, 2020, Wroclav. С. 3-8.
·       Михальчук В. Феномен української друкованої графіки зламу XX та XXI ст.: тенденції, школи, майстри. Український мистецтвознавчий дискурс: колективна монографія   / За заг. ред. д. і. н. В.В. Карпова; НАКККИМ.-Рига: Izdevnieciba «Baltija Publishing», 2020.-С. 204-219.
2019
·       Михальчук В. Галерейництво як об’єкт дослідження сучасної вітчизняної мистецтвознавчої науки. Культурні та мистецькі студії XXI століття: науково-практичне партнерство : матер. Міжнар. Симпозіуму (м. Київ, 6–7 червня 2019 р.). Київ : Національна академія керівних кадрів культури і мистецтв, 2019. С. 379–380.
·       Михальчук В. Современное украинское искусствознание: борьба за традиции или борьба с традициями. Science, research, development : матер. наук. конф. (м. Роттердам, 29–30.11.2019). Варшава, 2019. № 23. С. 68–72.
·       Михальчук В. Трансформация принципов взаимовосприятия художника и зрителя в культурном поле современной Украины. Молодий вчений. 2019. № 11 (75). С. 266–270.
2018
·       Михальчук В. Диоскуры скульптурного пространства современной Украины: творческие эксперименты Егора и Никиты Зигура. Slovak international scientific journal. Братислава, 2018. № 15. С. 3–8.
·       Михальчук В. Украинские коллекционеры экслибриса: собрание, имена. Актуальні проблеми гуманітарних та природничих наук : матер. V Міжнар. наук.-практ. конф. (м. Харків, 30–31 березня 2018 р.). Харків, 2018. С. 14–17.
·       Михальчук В. Феномен творческой династии Якутовичей в контексте художественной культуры Украины второй половины XX – начала XXI века. Science, research, development № 3 : матер. наук. конф. (м. Роттердам, 30–31.03.2018). Варшава, 2018. С. 75–79.
·       Михальчук В. Художня емаль у творчості Олександра Бородая. Текст і образ: актуальні проблеми історії мистецтва : наук. електр. журнал Київського національного університету імені Тараса Шевченка. Київ, 2018. Вип. 1 (5). С. 96–105.
2017
·       Михальчук В. Галерейное дело в современной Украине: парадоксы и перспективы. Інноваційний розвиток науки нового тисячоліття : матер. Міжнар. наук.-практ. конф. (м. Ужгород, 21–22 квітня 2017 р.). Ужгород, 2017. Ч. 1. С. 30–33.
·       Михальчук В. Эксперт художественного рынка как имиджевый компонент современной культуры страны. Теорія і практика сучасної науки : матер. Міжнар. наук.-практ. конф. (м. Дніпро, 24–25 лютого 2017 р.). Дніпро, 2017. Ч. II. С. 87–91.
·       Михальчук В. Мотив ангела в графіці Геннадія Пугачевського. Scientific Light. Вроцлав, 2017. № 7. С. 12–22.
2016

·       Михальчук В. Работы Руслана Агирба как landmark современной украинской графики. Scientific discussion : зб. наук. пр. Прага, 2017. Вип. №6 (6). С. 39–46. 2016
·       Михальчук В. Виставки польських художників в Україні 2013–2015 років: основні особливості. Міжнародний вісник: культурологія, філологія, музикознавство. Київ : Міленіум, 2016. Вип. I (6). С. 41–46.
·       Михальчук В. Комерційні банки як організатори художніх виставок в Україні в 2000-і роки. Актуальні проблеми історії, теорії та практики художньої культури : зб. наук. пр. Київ : Державна академія керівних кадрів культури і мистецтв, 2016. Вип. XXXVI. С. 192–200.
2015
·       Михальчук В. Космічні танці Петра Бойка. Петро Бойко : художній альбом. Київ : Вольф, 2015. С. 6–9.
2014
·       Михальчук В. Дефінітивні та функціональні аспекти дослідження художніх галерей у вимірі динаміки освіти. Теоретико-методологічні аспекти мистецької освіти: здобутки, проблеми та перспективи : матер. Міжнар. наук.-практ. конф. (м. Умань, 24 жовтня 2014 р.). Умань, 2014. С. 7.
·       Михальчук В. Дефінітивні та функціональні аспекти дослідження художніх галерей у вимірі динаміки освіти. Проблеми підготовки сучасного вчителя : зб. наук. пр. Умань, 2014. № 10 (3). С. 77–84.
·       Михальчук В. Экслибрис как объект коллекционирования: опыт современной Украины. Научный аспект. Самара, 2014. № 2. С. 76–83.
·       Михальчук В. Інтерактивні форми діяльності художньої галереї в контексті contemporary art. Актуальні проблеми історії, теорії та практики художньої культури : зб. наук. пр. Київ : Національна академія керівних кадрів культури і мистецтв. 2014. № 33. С. 172–182.
·       Михальчук В. Мистецька галерея як феномен арт-простору сучасної України. Мистецтвознавчі записки : зб. наук. пр. Київ : Національна академія керівних кадрів культури і мистецтв, 2014. № 26. С. 201–210.
·       Михальчук В. Основные тенденции актуализации экслибриса на современном мировом арт-рынке. Вісник Харківської державної академії дизайну і мистецтв. Харків, 2014. № 3. С. 70–75.
·       Михальчук В. Українська державна культурна політика в галузі образотворчого мистецтва в другій половині XX століття (на прикладі діяльності Дирекції художніх виставок України). Культурно-мистецьке середовище: творчість та технології : матер. VII Міжнар. наук.-твор. конф. (м. Київ, 9 квітня 2014 р.). Київ : Національна академія керівних кадрів культури і мистецтв, 2014. С. 8. 
·       Михальчук В. Художні галереї і візуальне мистецтво новітніх технологій. Вісник Національної академії керівних кадрів культури і мистецтв : зб. наук. пр. Київ : Національна академія керівних кадрів культури і мистецтв, 2014. № 1. С. 148−153.
·       Михальчук В. Пути самореализации молодого художника в современной Украине. В мире науки и искусства: вопросы филологии, искусствоведения и культурологии : зб. ст. за матер. XXXV Міжнар. наук.- практ. конф. Новосибірськ, 2014. № 4 (35). С. 102–107.
2013
·       Михальчук В. Галерейна справа : робоча програма навчальної дисципліни. Київ : Національна академія керівних кадрів культури і мистецтв, 2013. 32 с. 2012 
2012
·       Михальчук В. Галерейна діяльність в умовах сучасного арт-ринку і художньої культури. Сучасністратегії університетської освіти: якісний вимір : матер. Міжнар. наук.-практ. конф. (м. Київ, 28–29 березня 2012 р.). Київ : Київський університет імені Бориса Грінченка, 2012. С. 688–693.
·       Михальчук В. Галерейная деятельность как феномен современной культурной жизни. Современное искусство в контексте глобализации : матер. V Всерос. наук.-практ. конф. (м. Санкт-Петербург, 3 лютого 2012 р.). Санкт-Петербург : Санкт-Петербузький гуманітарний університет профспілок, 2012. С. 160–162.
·       Михальчук В. Комерційні галереї в культурному житті сьогодення. Становлення образотворчого мистецтва в сучасному соціокультурному просторі : матер. IV Всеукр. наук.-практ. конф. (м. Луганськ, 9–10 лютого 2012 р.). Луганськ : Луганський державний інститут культури і мистецтв, 2012. С. 72–74.
·       Михальчук В. Новітні мистецькі технології в галерейній діяльності України. Культура і сучасність : альманах. Київ : Національна академія керівних кадрів культури і мистецтв, 2012. № 2. С. 248–253.
·       Михальчук В. Теоретико-методологічні засади вивчення діяльності мистецьких галерей. Українська культура: минуле, сучасне, шляхи розвитку. Наукові записки Рівненського державного гуманітарного університету : зб. наук. пр. Рівне : Рівненський державний гуманітарний університет, 2012. Вип. 18 : у 2-х т. Т. 1. С. 142–146.
2011
·       Михальчук В. Галерейна діяльність як предмет наукового дослідження. Українська культура: минуле, сучасне, шляхи розвитку. Наукові записки Рівненського державного гуманітарного університету : зб. наук. пр. Рівне : Рівненський державний гуманітарний університет, 2011. Вип. 17. Т. 1. С. 286–290.
2009
·       Михальчук В. Мистецтвознавча експертиза в галерейній діяльності. Сучасні проблеми мистецтвознавчої експертної оцінки культурних цінностей та предметів колекціонування : матер. Всеукр. наук.-практ. конф. (м. Київ, 26–27 грудня 2009 р.). Київ : Державна академія керівних кадрів культури і мистецтв, 2009. С. 9.
2008
·       Михальчук В. Галерейна діяльність у системі художньої культури незалежної України. Актуальні проблеми історії, теорії та практики художньої культури : зб. наук. пр. Київ : Державна академія керівних кадрів культури і мистецтв, 2008. Вип. XXI. С. 147–154.
·       Михальчук В. К. К. Костанді і виставкова діяльність Товариства південноросійських художників наприкінці XIX – початку XX століть. Сучасні проблеми мистецтвознавчої експертної оцінки культурних цінностей та предметів колекціонування : матер. Всеукр. наук.-практ. конф. (м. Київ, 30–31 жовтня 2008 р.). Київ : Державна академія керівних кадрів культури і мистецтв, 2008. С. 9.
·       Михальчук В. Культурно-історична еволюція понять «галерея», «галерейна діяльність» та споріднених з ними. Мистецтвознавчі записки : зб. наук. пр. Київ : Державна академія керівних кадрів культури і мистецтв, 2008. Вип. 14. С. 198–206.

## Відзнаки
·       Грамота від Патріарха Київського і всієї Русі-України Філарета за щиру працю на користь Святої Церкви Христової (від 16. 03. 2006).
·       Подяка від Головного управління культури і мистецтв Київської міської державної адміністрації, Київської міської галереї мистецтв «Лавра» за вагомий внесок у розвиток культурної діяльності та з нагоди відзначення 10-річчя Київської міської галереї мистецтв «Лавра» (від 12.04.2006).
·       Почесна грамота від Президії Українського фонду культури за активну благодійницьку діяльність на ниві відродження і розвитку національної культури (від 07.07.2009).
·       Диплом фіналіста Всеукраїнського конкурсу  живопису «24 карата − образотворче мистецтво» в рамках проекту День Європи, м.  Київ (від 02.08.2010). 
·       Почесна грамота Президії Українського фонду культури за активну благодійницьку діяльність на ниві відродження і розвитку національної культури (від 4.03.2011).
·       Почесна відзнака Українського фонду культури «За подвижництво в культурі» (від 4.03.2011).
·       Одностайним рішенням Президії УФК − член правління Українського фонду культури, м. Київ, (15.04.2011).
·       Ювілейна медаль  на відзнаку 25-річчя діяльності Українського фонду культури за багатолітню творчу та благодійницьку діяльність у відродженні, примноженні і пропаганді національної культури (посвідчення від 11.04.2012).
·       Грамота Київської організації Національної спілки художників України за активну участь у громадському та творчому житті організації (2012).
·       Одностайним рішенням Президії УФК − голова Наглядової ради Українського фонду культури, м. Київ, VII звітно-виборча конференція УФК (20.12.2012).
·       Почесна грамота Президії українського фонду культури за активну творчу, громадську та благодійницьку діяльність на ниві відродження і розвитку національної культури (від 4.03.2013).
·       Почесна грамота Посольства Киргизької Республіки в Україні за активну участь у Всеукраїнській художній виставці, присвяченій 85-річчю із дня народження Чингіза Айтматова (від 28.11.2013).
·       Грамота Київської організації Національної спілки художників України за активну участь в житті організації (2014).
·       Ювілейна медаль «За вірність заповітам Кобзаря» до 200-річчя із дня народження Т.Г. Шевченка (відповідно до рішення Президії Правління Українського фонду культури від 7 березня 2014 р.).
·       Почесний диплом  Президії Національної академії мистецтв України за вагомий внесок у розвиток образотворчого мистецтва України (від 02.04.2015).
·       Почесне звання «Заслужений художник України» (Указ Президента України №18/2016 від 22 січня «Про відзначення державними нагородами України з нагоди Дня Соборності України).
·       Диплом другого ступеня  Міжнародного фонду Національної академії мистецтв України за твір «Чорний кофе». Всеукраїнська виставка-конкурс образотворчого і декоративно-прикладного мистецтва, м.Київ, 2016.
·       Срібна  медаль Національної  Академії  Мистецтв України     (рішенням Президії Національної Академії Мистецтв України №9/43 від 09.11.2016).
·       Грамота від ректора Національної академії керівних кадрів культури і мистецтв за багаторічну сумлінну працю, вагомий особистий внесок у розвиток культури та освіти, високий професіоналізм та з нагоди Дня працівника освіти (2017).
·       Обрано Почесним професором Шеньдженського технологічного університету (Quest Professor of Shenzhen Technology University). Шеньджень, КНР, 2017.
·       Орден Святого Миколая Чудотворця за заслуги з відродження духовності в Україні та утвердження Помісної Української Православної Церкви від Патріарха Київського і всієї Русі-України Філарета (2961 від 15.03.2018) 
·       Подяка від ректора Київської православної богословської  академії за участь у виставці «Храми України». Київ, 2019.
·       Повний кавалер Ордена Святого Рівноапостольного князя Володимира Великого за заслуги з відродження духовності в Україні та утвердження Помісної Української Православної Церкви від Патріарха Київського і всієї Руси-України Філарета (I ст. – 2019,  II ст. – 2018, III ст. – 2017. Указ №258 від 14.06.2019)
·       Грамота Національної академії керівних кадрів культури і мистецтв за вагомий особистий вклад у професійну, наукову та виставкову діяльність 
·       та з нагоди 50-річчя від дня народження. Київ, 4 березня 2021.
·       Почесна грамота Національної спілки художників України за вагомий особистий внесок у розвиток і збереження традицій національного образотворчого мистецтва та з нагоди 50-річчя від дня народження. Київ, 4 березня 2021.
·       Медаль «Лауреат премії імені Тетяни Яблонської» від Національної спілки художників України. Київ, 4 березня 2021.
·       Почесна відзнака Національної академії мистецтв України «Орден мистецтв» II ступеню за №12. Київ, 27 лютого 2021.

## Публікації про художника
·      Братусь И. Выставочная деятельность Вадима Михальчука как форма коммуникации художника со зрителем. Spirit time. 2019. № 2 (14). С. 9–11.
·      Братусь И. Теоретические штудии в творческой деятельности Вадима Михальчука. Science, esearch, development : матер. Міжнар. наук.-практ. конф. (м. Лондон, 27–28 лютого 2019 р.). Варшава, 2019. № 14. С. 32–35.
·      Вадим Володимирович Михальчук. «Гарем» (полотно, олія, 117х215). КОНСХУ – 50 років : альбом. Київ, 2019. С. 138–139.
·      Вадим Михальчук. «Беседа» (холст, масло, 100х80). Изобразительное искусство Киева : альбом (русск., укр. язык). Москва : Галарт, 2014. С. 68.
·      Вадим Михальчук. «Київ. Софійський собор» (полотно, олія, 70х100). Київ у мистецтві : мистецький альбом / упоряд. С. Удовік (укр., англ. мова). Київ : Ваклер, 2018. С. 80.
·      Вадим Михальчук: сучасний український художник, учений, громадський діяч, педагог, колекціонер живопису. URL: http:mykhalchuk.org
·      Єфремова В. «Веселі картинки» Вадима Михальчука. Справи сімейні. 2015. № 4 (208). С. 8–9.
·      Єфремова В. Метафізика часу. Культура і життя. 2013. 11 жовтня. № 41 (4561). С. 9.
·      Єфремова В. Михальчук Вадим Володимирович. Енциклопедія сучасної України. URL: http://esu.com.ua/search_articles.php?id=64999
·      Єфремова В. Ода радості, або Філософія релаксу. Київська організація Національної спілки художників України : сайт, 2018. URL: http://konshu.org/events/3534.html
·      Єфремова В. Художня виставка Вадима Михальчука «Веселі картинки». Справи сімейні, 2015. URL: https://familytimes.com.ua/kultura/hudozhnya-vystavka-vadyma
·      Жадейко А. Киевские мотивы в творчестве Вадима Михальчука. Scientific discussion. Прага, 2018. № 25. С. 31–37.
·      Жадейко А. Натюрморт в живописи киевского художника Вадима Михальчука. International scientific review of the problems and prospects of modern science and education : LV Міжнар. заочна наук.-практ. конф. : зб. наук. ст. (м. Бостон, США, 21–22 лютого 2019 р.). Бостон, 2019. С. 75–81.
·      Жадейко А. Творчество Вадима Михальчука как форма сохранения исторической памяти. Гілея : наук. вісник. 2019. Вип. 140 (1). С. 32–36. URL: http://nbuv.gov.ua/UJRN/
·      Жадейко Олексій. ІНТУЇТИВІЗМ ЖИВОПИСУ КИЇВСЬКОГО ХУДОЖНИКА ВАДИМА МИХАЛЬЧУКА ПЕРІОДУ 2020-2022 РР. Knowledge, Education, Law, Management 2022 № 5 (49) с. 45-49. 
·      Игнатов Е. Гедонизм как стилеобразующий фактор творческой манеры Вадима Михальчука. European Multi Science Journal : щомісяч. міжнар. наук. журнал. Будайорш (Угорщина), 2018. № 14. С. 25–30.
·      Карпов В.  Особливе мистецтво: каталог / За заг.  ред.  д.і.н.  В.В. Карпова. Творчість митців (Україна) Вадим Михальчук. Срібна нитка. Сім променів світла. Блакитні екрани. Дві червоні лінії. Три ніжних порізи. – Рига: Izdevnieciba “Baltija Publishing” 2020, - С. 44-45. 
·      Карпов В. «Веселі картинки» серйозного митця: персональна виставка Вадима Михальчука в Національній академії керівних кадрів культури і мистецтв. Science, Research, Development : матер. наук. конф. (м. Роттердам, Голландія, 29–30 листопада 2018 р.). Роттердам, 2018. № 11. С. 25–30.
·      Карпов В. Культурно-мистецька діяльність київського художника Вадима Михальчука як інструмент формування арт-простору сучасної України. Розвиток науки у XXI столітті : матер. XLI Міжнар. наук.-практ. конф. Харків, 2018. Ч. 2. С. 18–22.
·      Михальчук Вадим Владимирович. «Свадьба» (холст, масло, 60х50). Изобразительное искусство Украины : альбом (русск., укр. язык). Москва : Галарт, 2013. С. 82.
·      Михальчук Вадим Владимирович. Золотое сечение. URL: http://ua.gs-art.com/artists/7965/
·      Михальчук Вадим Володимирович. Національна академія керівних кадрів культури і мистецтв. Кафедра мистецтвознавчої експертизи. URL: https://www.nakkkim.edu.ua/instituti/institut-praktichnoji-kulturologiji-ta-art-menedzhmentu/kafedra-mistetstvoznavchoji-ekspertizi
·      Назаров Г. Формула успеха Вадима Михальчука. Рабочая газета, 12 марта 2021.
·      Рогожа М. Урбанистические мотивы в творчестве киевского живописца Вадима Михальчука. Slovak international scientific journal. 2018. № 21. С. 41–47.
·      Рогожа М. Абстрактные композиции в творчестве Вадима Михальчука. Austria Science : щомісяч. наук. журнал. 2019. № 24. С. 3–7.
·      Рогожа М. Філософія посмішки з відтінком ліричності. Художній альбом «Вадим Михальчук. Веселі картинки». Київ, 2020. С.18-20.
·      Романенкова Ю. «Цветные солнца» в живописи Вадима Михальчука. International scientific review of the problems and prospects of the problems and prospects of modern science and education : матер. LXI Міжнар. наук.-практ. конфер. (м. Париж, Франція, 21–22 серпня 2019 р.). Париж, 2019. № 1 (41). С. 42–47.
·      Романенкова Ю. Вадим Михальчук: грани творческого амплуa. Теорія і практика актуальних наукових досліджень : матер. ІІІ Міжнар. наук.-практ. конф. (м. Запоріжжя, 28–29 вересня 2018 р.). Херсон : Молодий вчений, 2018. С. 18–21.
·      Романенкова Ю. Леди, дама, синьора, фемина: женские образы в живописи Вадима Михальчука. Молодий вчений. 2018. № 9. С. 1–5.
·      Романенкова Ю. Художній образ Вадима Михальчука. Художній альбом «Вадим Михальчук. Веселі картинки». Київ, 2020. С.12.
·      РОМАНЕНКОВА Юлія. СТИЛІЗАЦІЯ ЯК СТИЛЕУТВОРЮЮЧИЙ ІНСТРУМЕНТ ІНДИВІДУАЛЬНОЇ МАНЕРИ КИЇВСЬКОГО ЖИВОПИСЦЯ ВАДИМА МИХАЛЬЧУКА. АКТУАЛЬНI ПИТАННЯ ГУМАНIТАРНИХ НАУК: Мiжвузiвський збiрник наукових праць молодих вчених Дрогобицького державного педагогiчного унiверситету iменi Iвана Франка. 2022. ВИПУСК 54. ТОМ 2 с. 82 – 87. 
·      Суворова А. Успех коллекционера складывается из соотношения ошибок и правильных решений. Худкомбинат, 2018. URL: http://hudcombinat.com/2018/01/20/vadym-mikhalchuk/
·      Чернець В.Г. Передмова( і загальна редакція). Художній альбом «Вадим Михальчук. Веселі картинки». Київ, 2020. С.6-7.
·      Юлія РОМАНЕНКОВА «СТИЛІЗАЦІЯ ЯК СТИЛЕУТВОРЮЮЧИЙ ІНСТРУМЕНТ ІНДИВІДУАЛЬНОЇ МАНЕРИ КИЇВСЬКОГО ЖИВОПИСЦЯ ВАДИМА МИХАЛЬЧУКА» 
http://www.aphn-journal.in.ua/archive/54_2022/part_2/12.pdf
·      Шерман Ганна, головний редактор «Чорне море. Білий пароплав». АНТИКВАР. Журнал про мистецтво та колекціонування. Київ, 2023. № 1-2. С. 168-173. 
·      СТЕПАН МАКСИМОВ, ОЛЕНА РАДАЄВА: «ПОЛІХРОМ. СИНЕРГІЯ КОЛЬОРІВ», 05 серпня 2023 року, Всеукраїнська громадська організація «Асоціація Фахівців Оцінки» URL: http://www.afo.com.ua/uk/news/1-about-the-association/1487-stepan-maksymov-olena-radaeva-polychrome-synergy-of-colors.
·    Діалоги з Оленою Котляр. Про мистецьке кредо відомого київського художника, науковця та колекціонера Вадима Михальчука. 
https://youtu.be/hZtzPJSCPT8.

## Твори художника зберігаються в
·      Національний музей «Київська картинна галерея» 
·      Національний музей «Київська картинна галерея»  
·      Національна академія образотворчого мистецтва і архітектури 
·      Національна академія керівних кадрів культури і мистецтв 
·      Національна спілка художників України 
·      Національний музей Тараса Шевченка 
·      Національний музей українського народного декоративного мистецтва 
·      Львівська національна галерея мистецтв імені Б. Г. Возницького 
·      Одеський художній музей 
·      Харківський художній музей 
·      Музей українського живопису в м. Дніпро
·      Музей історії міста Києва
·      Український фонд культури в м. Київ 
·      Музей Шолом-Алейхема, м. Київ
·      Чернігівський обласний художній музей імені Григорія Галагана 
·      Музей живопису і каліграфії міста Харбін (КНР)
·      Асоціація художників міста Харбін (КНР)
·      Інститут мистецтва і дизайну Харбінського комерційного університету (КНР)
·      а також у приватних колекціях України, Європи, Китаю, США

## Фото

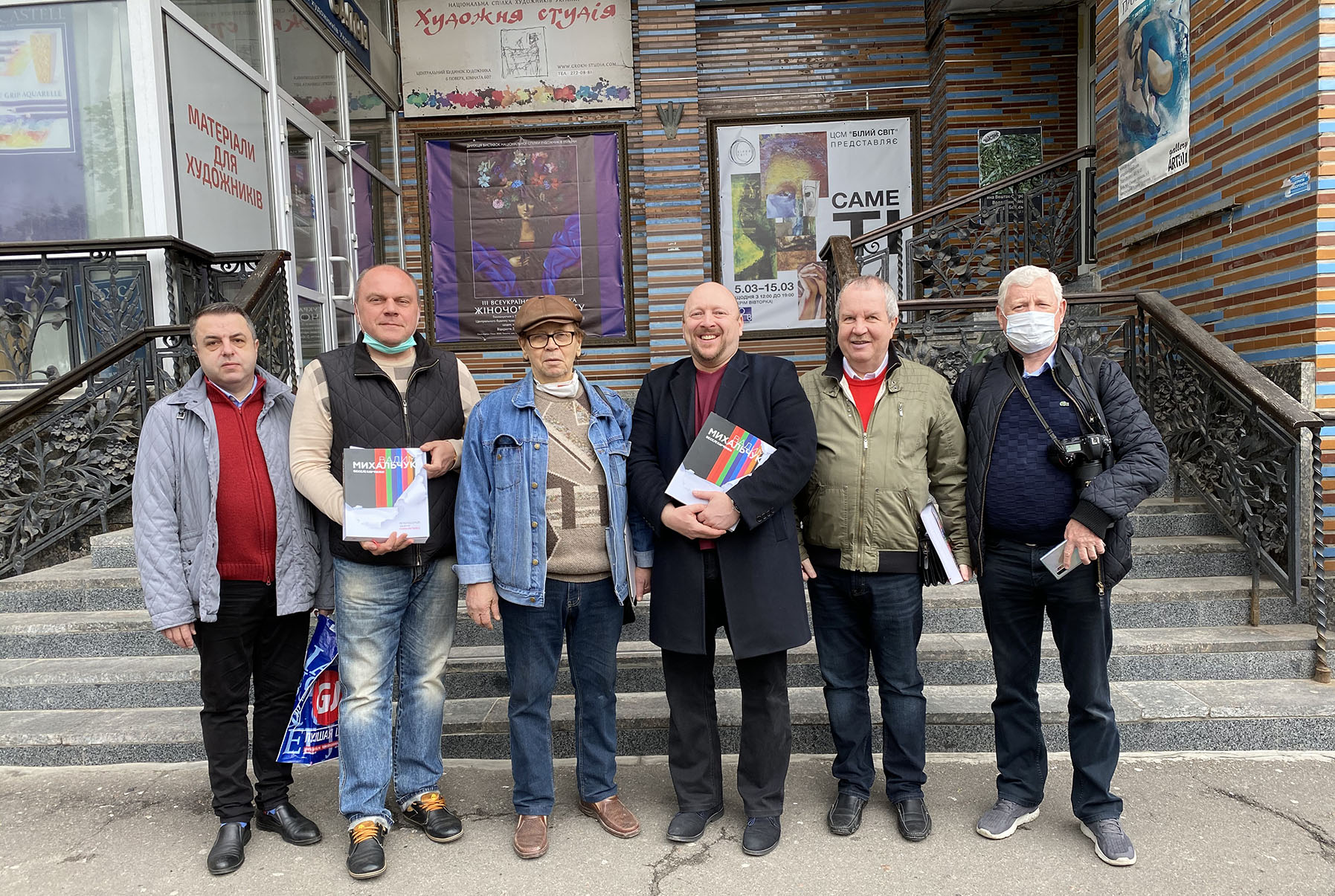
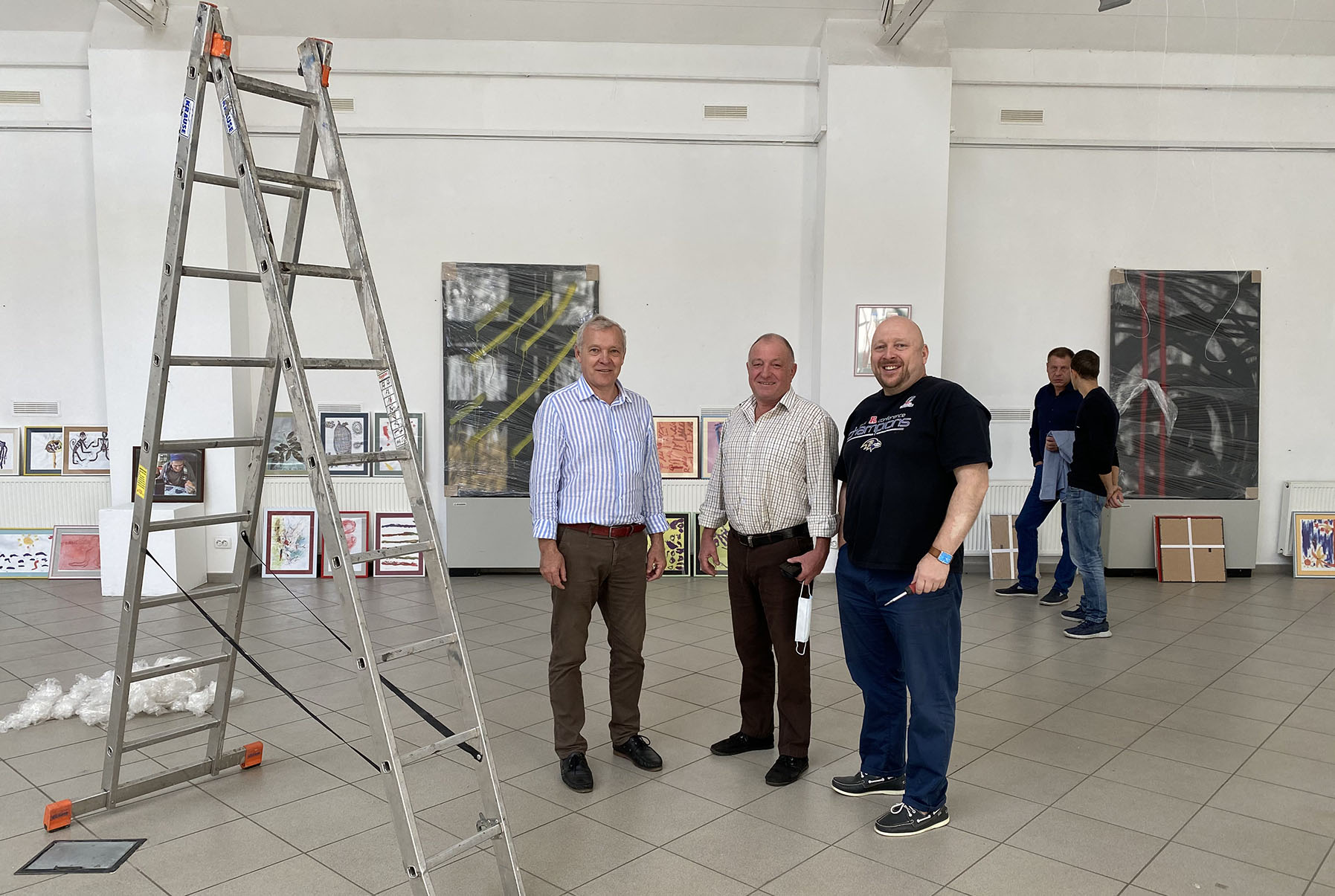
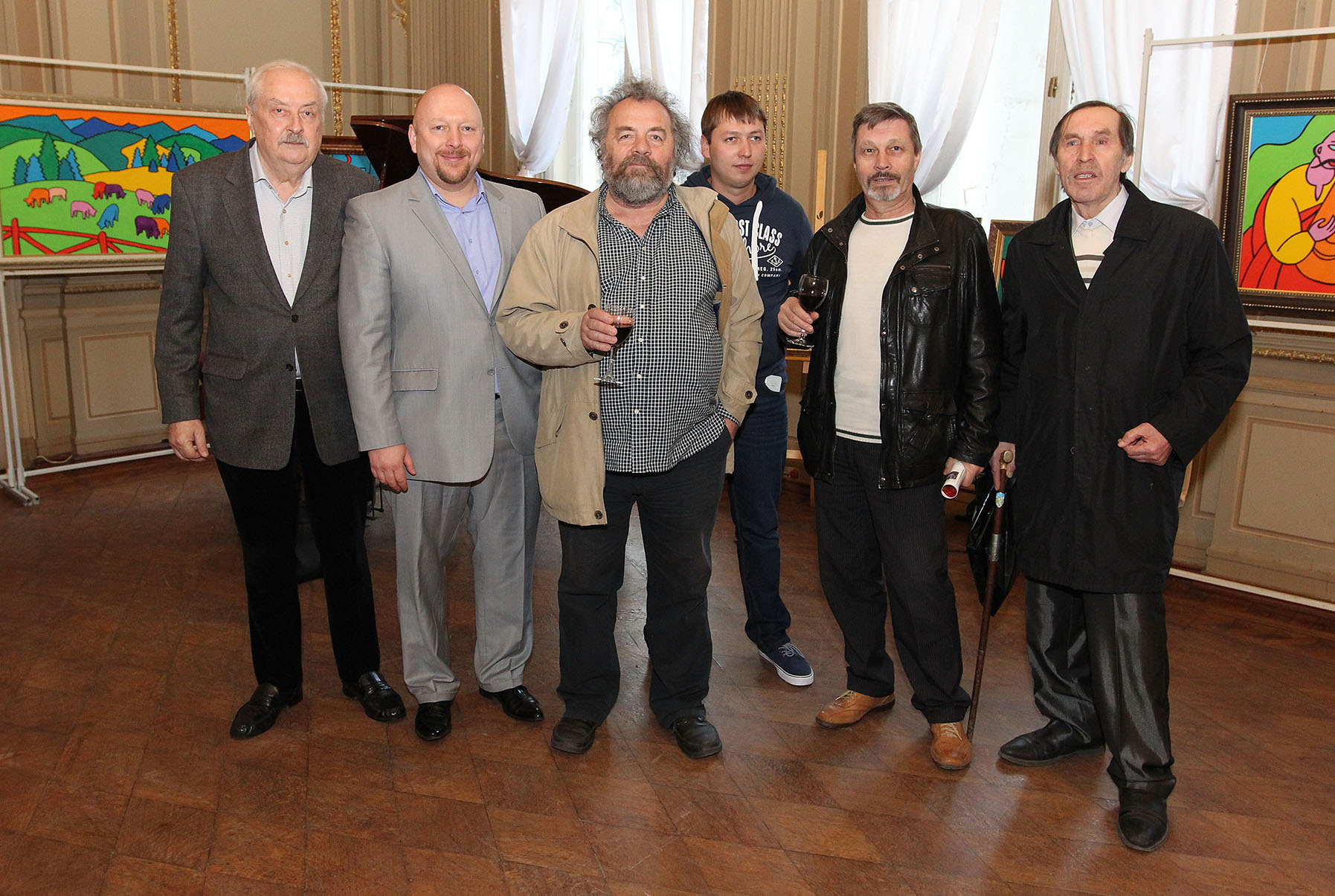